# Schnarup-Thumby
Schnarup-Thumby (en danois: Snarup-Tumby) est une municipalité allemande située dans le land du Schleswig-Holstein et dans l'arrondissement de Schleswig-Flensbourg. En 2015, sa population est de 553 habitants.